# Форнари (Виченца)
Форнари је насеље у Италији у округу Виченца, региону Венето.
Према процени из 2011. у насељу је живело 42 становника. Насеље се налази на надморској висини од 469 м.